# トルノロ
トルノロ（伊: Tornolo）は、イタリア共和国エミリア＝ロマーニャ州パルマ県にある、人口約900人の基礎自治体（コムーネ）。

## 地理

### 位置・広がり

#### 隣接コムーネ
隣接するコムーネは以下の通り。括弧内のGEはジェノヴァ県、SPはラ・スペツィア県所属を示す。
- アルバレート
- ベドーニア
- ボルツォナスカ (GE)
- コンピアーノ
- メッツァーネゴ (GE)
- サント・ステーファノ・ダーヴェト (GE)
- ヴァレーゼ・リーグレ (SP)

### 気候分類・地震分類
トルノロにおけるイタリアの気候分類 (it) および度日は、zona F, 3251 GGである。
また、イタリアの地震リスク階級 (it) では、zona 2 (sismicità media) に分類される。

## 行政

### 分離集落
トルノロには、以下の分離集落（フラツィオーネ）がある。
- Casale Valtaro, Santa Maria del Taro, Tarsogno